# Cobubatha pinax
Cobubatha pinax är en fjärilsart som beskrevs av Dyar 1914. Cobubatha pinax ingår i släktet Cobubatha och familjen nattflyn. Inga underarter finns listade i Catalogue of Life.